# 亞維爾尼克山
48°54′14″N 22°33′22″E / 48.90389°N 22.55611°E

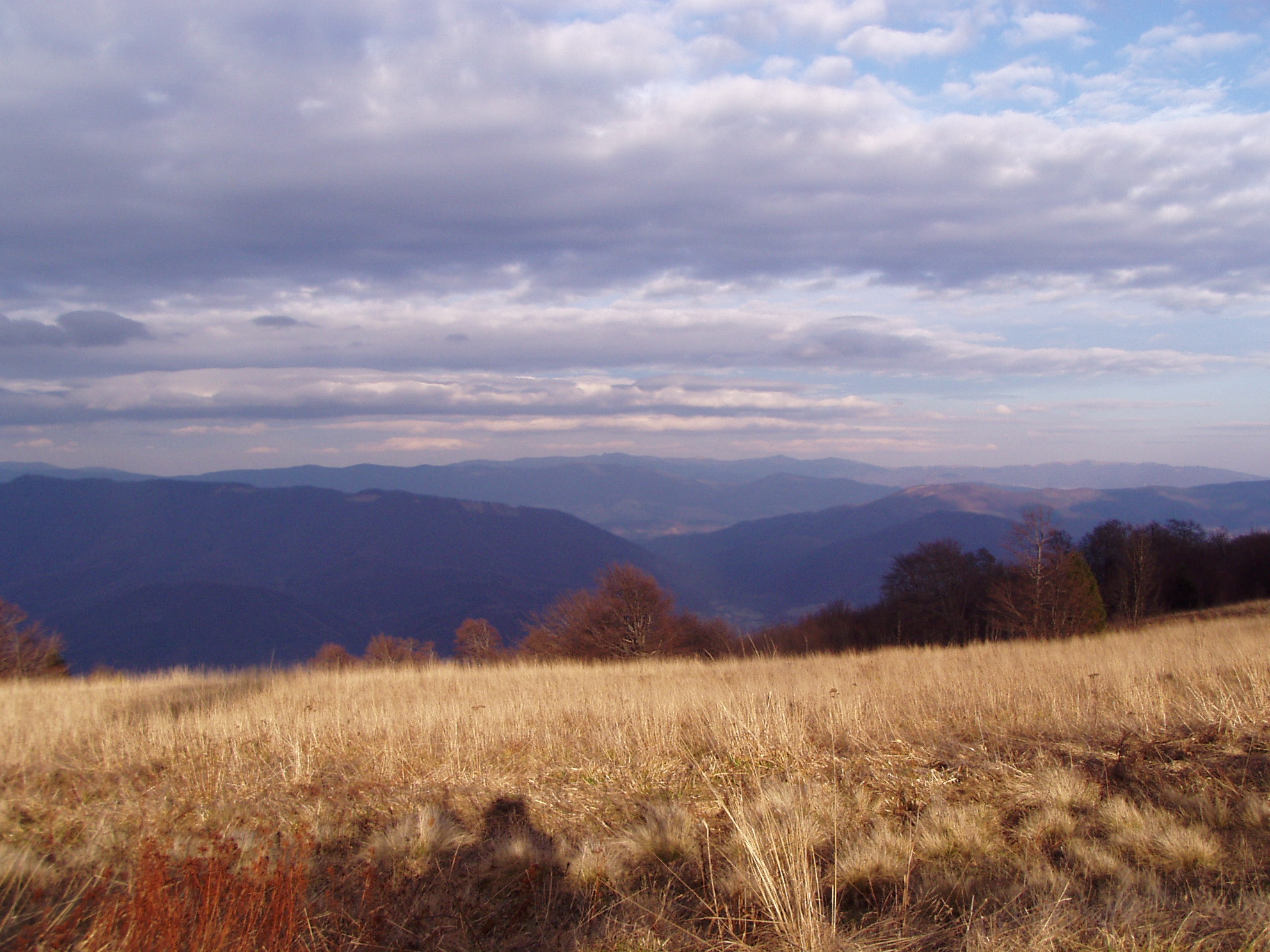

亞維爾尼克山（烏克蘭語：Явірник）是烏克蘭西部的山峰，屬於烏克蘭喀爾巴阡山脈的一部分。該山峰處於外喀爾巴阡州的烏日霍羅德區，海拔高度1,017米。